# Siapaea
Siapaea là một chi thực vật có hoa trong họ Cúc (Asteraceae).

## Loài
Chi Siapaea gồm các loài: